# Ковалёвка (приток Удрайки)
Ковалёвка также известная как Гусынка — река в России, протекает по территории Батецкого района Новгородской области. Устье реки находится в 20 км по левому берегу реки Удрайка. Длина реки — 12 км.

## Данные водного реестра
По данным государственного водного реестра России относится к Балтийскому бассейновому округу, водохозяйственный участок реки — Луга. Относится к речному бассейну реки Нарва (российская часть бассейна).
Код объекта в государственном водном реестре — 01030000512102000025668.